# Finalmente soli (serie televisiva)
Finalmente soli è una sitcom italiana, prodotta dalla RTI a partire dal 19 settembre 1999 fino al 13 febbraio 2005. Alla serie, sono stati in seguito aggiunti tre film TV, legati sempre alle vicende della famiglia protagonista.
La sitcom è composta da cinque stagioni, trasmesse su Canale 5. È stata in seguito riproposta in replica varie volte sulla stessa Canale 5, su Mediaset Extra, su Italia 1 e su Rete 4.
In più occasioni Gerry Scotti e Maria Amelia Monti hanno manifestato la volontà di rifare insieme questa sitcom.

## Trama
Spin-off di Io e la mamma, con la quale condivide lo stesso protagonista maschile, Gigi, che qui mette finalmente su famiglia per lasciare la casa di sua madre Delia, racconta le vicende della famiglia Mantelli, composta da Luigi detto Gigi, di professione dentista, Alice Fumagalli di professione tassista (dalla quarta stagione, inizialmente è impiegata in un'agenzia di turismo), moglie apprensiva ma anche molto estroversa che sarà spesso la chiave di siparietti comici o equivoci grotteschi e i due figli (nati durante il corso delle serie) Riccardo, detto Riccardino, e Nicoletta, detta Niki (quarta stagione). L'allegria della sitcom non è solo frutto della simpatia della coppia, ma anche dalle situazioni imbarazzanti e divertenti nelle quali spesso mettono lo zampino il vicino Spartaco, tenuto sotto torchio dalla moglie Elvira, e la madre di Alice Wanda.
Ispirandosi alla sitcom Casa Vianello, in cui ogni episodio si conclude con i protagonisti a letto, in Finalmente soli, le varie puntate si concludono con la coppia che in bagno si lava i denti e puntualmente Alice, che spesso chiama Gigi con il nome di "topo", sputa l'acqua con cui si risciacqua i denti nel lavandino di Gigi.

## La sigla
La sigla è composta da Flavio Premoli, a metà degli episodi dalla seconda alla quarta stagione è arrangiata in chiave rock.

## Film TV
Dalla sitcom sono stati tratti tre film per la televisione:
- Finalmente Natale, andato in onda il 19 dicembre 2007 su Canale 5
- Finalmente a casa, andato in onda il 28 ottobre 2008 su Canale 5
- Finalmente una favola, andato in onda il 25 novembre 2008 su Canale 5

## Episodi
| Stagione         | Episodi | Prima TV  |
| ---------------- | ------- | --------- |
| Prima stagione   | 20      | 1999-2000 |
| Seconda stagione | 20      | 2000-2001 |
| Terza stagione   | 20      | 2002-2003 |
| Quarta stagione  | 10      | 2003      |
| Quinta stagione  | 15      | 2004-2005 |

## Curiosità
Alla serie hanno partecipato, come attori, alcuni doppiatori e attori pubblicitari come Claudio Moneta, Pietro Ubaldi, Marc Tainon e Daniele Demma.